# Weißrandfledermaus
Die Weißrandfledermaus (Pipistrellus kuhlii) gehört innerhalb der Fledermäuse zu der Familie der Glattnasen. Der wissenschaftliche Artname ehrt den deutschen Zoologen Heinrich Kuhl (1797–1821).

## Merkmale
Bei einer Größe von bis zu 4,7 Zentimeter ist sie nur unwesentlich größer als die Schwesterart Zwergfledermaus. Ihre Flügelspannweite beträgt um die 22 Zentimeter bei einem Gewicht von 5–10 Gramm. Ihre Ultraschallrufe liegen bei einer Frequenz von etwa 36 bis 40 Kilohertz.
Bei ausgebreiteten Flügeln ist gut zu erkennen, dass sich am hinteren Flughautrand zwischen dem letzten Fingerglied und dem Fuß auf beiden Seiten ein ca. 1–2 mm breiter, hell abgesetzter Saum befindet, der der Weißrandfledermaus ihren Namen gab.

## Vorkommen
Die Art kommt ursprünglich rund ums Mittelmeer in Südeuropa und Nordafrika sowie in Westasien vor. Sie bewohnt Wälder und Grasland gemäßigter Klimazonen, mediterranen und subtropischen trockenen Buschlandschaften, aber auch ländliche Gärten und städtische Gebiete.
Seit den 1980er Jahren breitet sie sich nach Norden aus. Sie kommt in Deutschland in Baden-Württemberg und Bayern regelmäßig auch mit Wochenstuben vor. In Österreich wird die Art seit 1992 nördlich des Alpenhauptkamms nachgewiesen.

## Ernährung
Ihre Nahrung besteht aus kleinen Insekten.

## Ruheplätze
Sie bevorzugt Spaltenquartiere an Gebäuden und Bäumen.

## Systematik

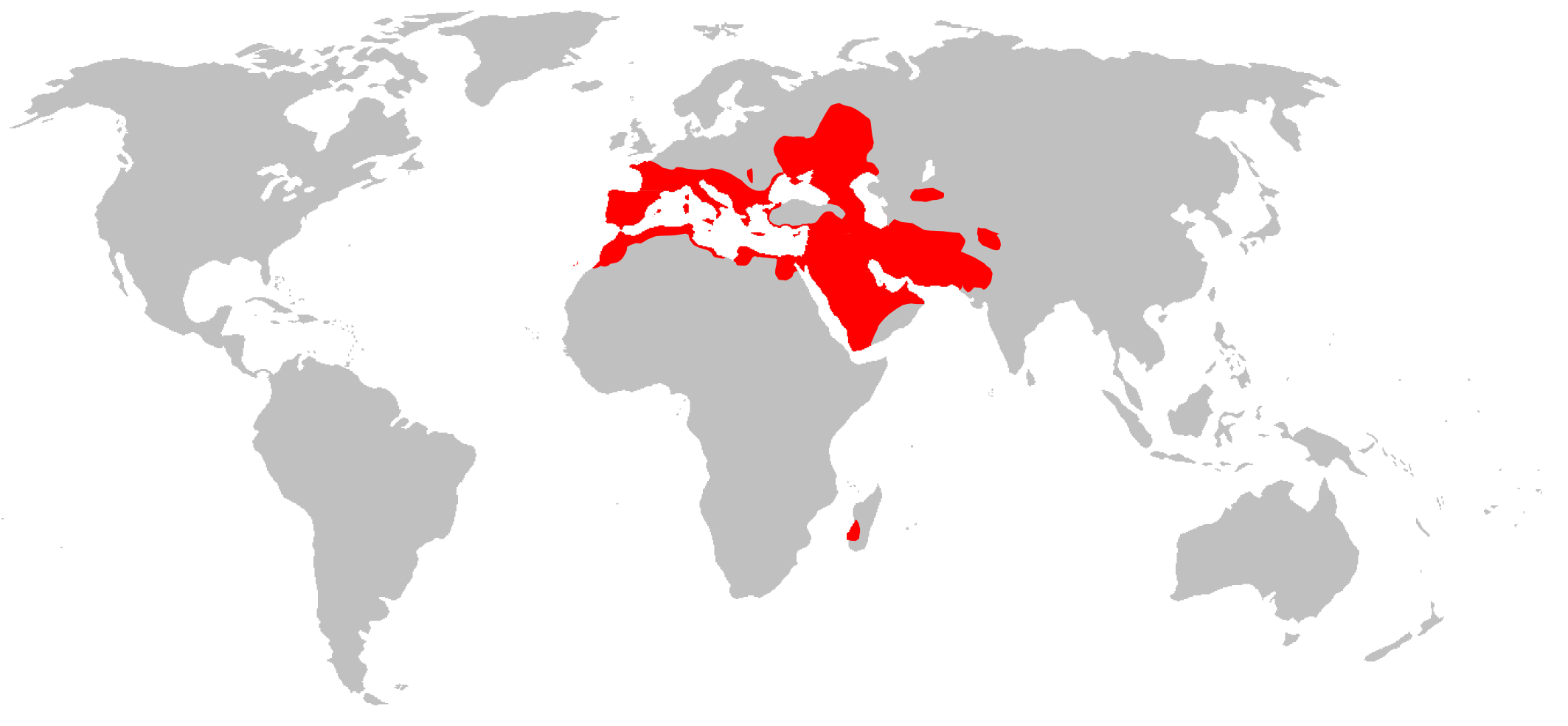
Verbreitungsgebiet der Weißrandfledermaus

Die Weißrandfledermaus gehört zur Gattung der Zwergfledermäuse (Pipistrellus), die weltweit rund 35 Arten umfasst. In Europa leben vier weitere Arten, die Rauhautfledermaus (Pipistrellus nathusii), die Zwergfledermaus (Pipistrellus pipistrellus), die Mückenfledermaus (Pipistrellus pygmaeus) und die Madeira-Fledermaus (Pipistrellus maderensis).

## Bedrohung
Die Weißrandfledermaus steht unter Naturschutz.  Bei dieser gebietstreuen Art sind sowohl Einzeltiere als auch Kolonien besonders durch lokale Quartierverluste, beispielsweise aufgrund von Sanierungen, bedroht.
Die Art ist in Anhang IV der FFH-Richtlinie als streng geschützte Art verzeichnet.
In der Roten Liste der IUCN gilt sie als least concern (geringste Besorgnis).